# Szalay Gyula (tanár)
Szalay Gyula (Böhönye, 1865. április 28. – Budapest, 1937. február 12.) katolikus főgimnáziumi tanár.

## Élete
Középiskoláit Kaposvárt és Veszprémben végezte. 1884-ben a kegyes-tanitórendbe lépett, 1884-1886 között a teológiát Nyitrán tanulta és a kolozsvári egyetemen a latin, görög, magyar nyelv és irodalom hallgatója volt. Ugyanott 1895-ben tanári vizsgát tett a magyarból és latinból. 1888. július 2-án fölszenteltetett. 1888-tól 1893-ig a lévai katolikus főgimnáziumban volt tanár, 1893-ban a rendből kilépett és a kiskunfélegyházi községi katolikus főgimnázium tanára volt. Tanította többek között Móra Ferencet, Madarassy Lászlót, Szabó Kálmánt. 1927-ben vonult nyugdíjba. A gimnázium régiséggyűjteményéből hozta létre a Kiskun Múzeumot 1902-ben, melyet 1935-ig vezetett.
1882-tól költeményeket, elbeszéléseket, tárcákat, nyelvészeti és irodalomtörténeti cikkeket, körülbelül 200-at írt a hírlapokba; 1884-ben hírlapíró volt a fővárosi és vidéki hírlapoknál, úgy mint: Magyar Állam, Kecskemét, Somogy. Népjog, Tátravidéki Hiradó, Pesti Hirlap, Függetlenség sat. Cikkei a Figyelőben (XXIII. 1887. A «Porából megéledett Phoenix» Gyöngyösi kéziratában); a lévai főgymnasium Értesítőjében (1890. A magyar nyelv rokonai); a Tanár-egylet Közlönyében (1897. A magyar mythologia. Szerény észrevételek a középiskolai tantervek revisiója alkalmából).

## Művei
- Virág Benedek élete és művei. Bpest, 1899. (Különnyomat a Figyelő XXV. és XXVI. köteteiből)
- A Miletz-féle gyűjtemény. Kiskunfélegyháza, 1908.

Szerkesztette a Félegyházi Hiradót 1895. jún. 23-tól.